# Arripis trutta
Il salmone australiano o salmone australiano orientale (Arripis trutta (Forster, 1801)) è un pesce pelagico della famiglia Arripidae.

## Etimologia
Il nome scientifico della specie, trutta, è un riferimento alla trota, in virtù della somiglianza superficiale di questi pesci coi salmoni.
In inglese australiano questa specie è nota con tutta una serie di nomi vernacolari, fra cui colonial salmon, blackback salmon, buck salmon, newfish o bay trout: il nome Maori di questi pesci è kahawai.

## Descrizione

### Dimensioni
Misura fino a 89 cm di lunghezza (solitamente attorno al mezzo metro), per un peso massimo di 9,4 kg.

### Aspetto
Si tratta di pesci dall'aspetto allungato e muscoloso, con testa conica e peduncolo caudale sottile. La coda è omocerca e bilobata, coi lobi lunghi grossomodo quanto la testa. Le scaglie sono piccole e ctenoidi, lisce al tatto (in contrasto con quanto osservabile nella congenere aringa australiana): gli occhi sono orlati anteriormente da un occhiello osseo che negli esemplari più giovani presenta serratura.

La pinna dorsale presenta nove raggi rigidi anteriori e 15-17 raggi molli in posizione più arretrata, mentre la pinna analepresenta tre raggi rigidi e 9-10 molli.

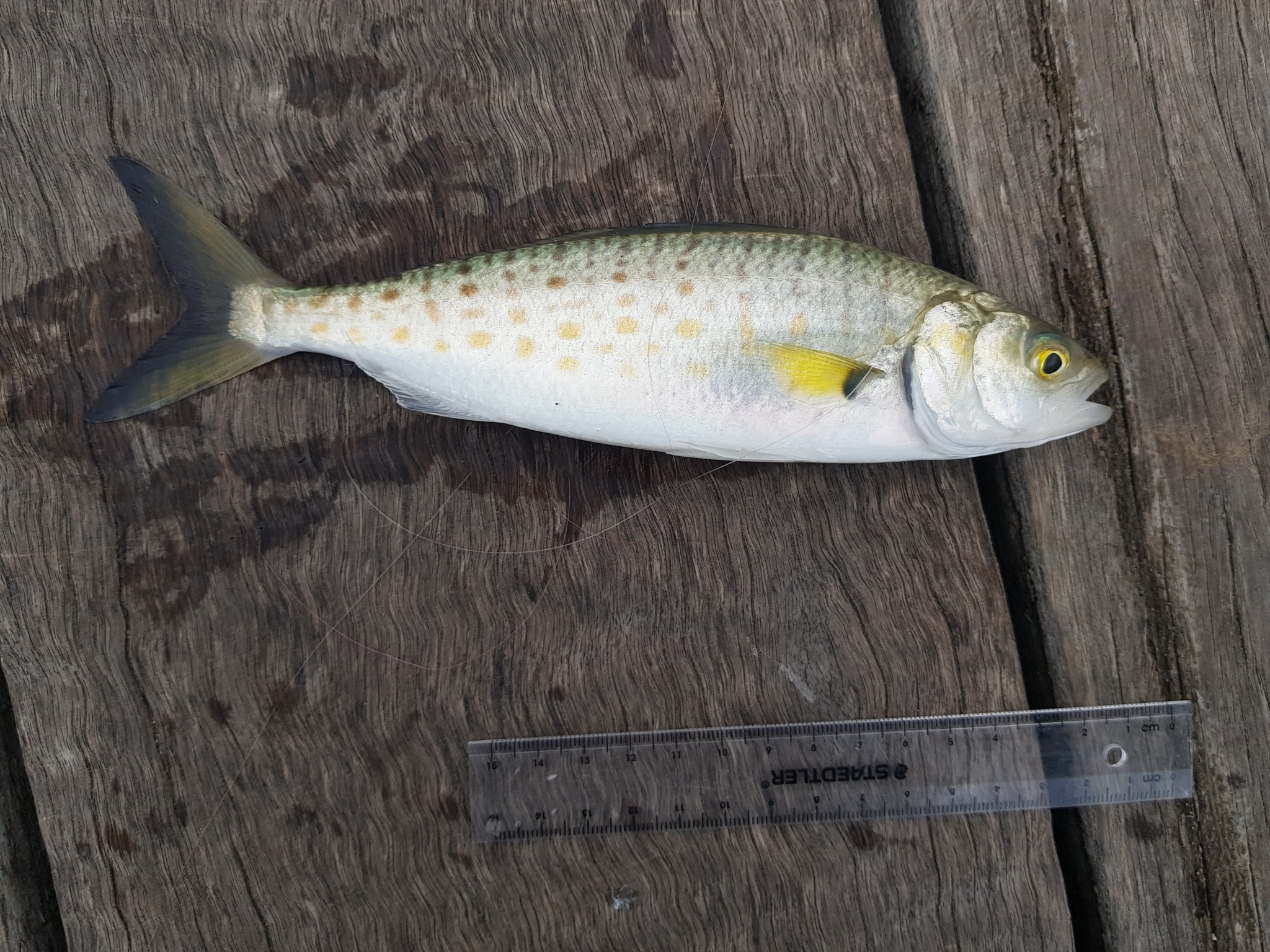
Giovanile pescato a Melbourne.

La colorazione si presenta blu-verdastra dorsalmente e bianco-argentea ventralmente: i giovanili presentano barrature longitudinali giallastre sui fianchi, che divengono grosse maculature e poi scompaiono man mano che l'animale matura. Le pinne pettorali sono gialle, e la coda e la parte anteriore della pinna dorsale sono orlate di nero.
Il salmone australiano orientale si presenta molto simile agli affini salmone australiano occidentale e kahawai settentrionale, differenziandosi dal primo principalmente per il numero di filamenti su ciascun arco branchiale (33-40 in A. trutta contro 25-31 A. truttaceus) e dal secondo per le dimensioni maggiori della coda in rapporto alla lunghezza totale del corpo.

## Biologia
Si tratta di pesci pelagici e tendenzialmente gregari, che si muovono nelle acque superficiali passando gran parte della propria giornata alla ricerca di cibo. Gli adulti formano banchi di migliaia di individui attorno alle aree costiere, talvolta risalendo i fiumi.

### Alimentazione
Il salmone australiano è un animale carnivoro, la cui dieta si compone di macrozooplancton (soprattutto krill, mentre gli esemplari sotto i 10 cm di taglia si cibano soprattutto di copepodi) e soprattutto piccoli pesci, ma anche di organismi bentonici come molluschi e policheti. Questi pesci cacciano principalmente a vista.

La dieta del salmone australiano sembra aver subito cambiamenti importanti durante l'ultimo cinquantennio: mentre le popolazioni odierne presentano come già menzionato alimentazione basata su piccoli pesci pelagici, gli studi degli anni '50 e '60 mostrano che questi pesci si nutrivano perlopiù di krill e calamari, associati ad acque dalle temperature minori. Ciò parrebbe legato alla maggiore introgressione verso sud della calda corrente dell'Australia Orientale durante gli ultimi decenni.
I banchi di salmone australiano spingono quelli di pesci più piccoli (principalmente alici) verso la superficie per compattarli, rendendoli visibili agli uccelli marini, che in tal modo possono partecipare al banchetto: questo fenomeno di mutualismo è così accentuato (soprattutto durante i periodi invernali di scarsità di cibo) che alcune specie come la sterna striata sono note col nome di kahawai bird ("uccelli dei kahawai") e vengono utilizzate dai pescatori per localizzare i banchi di questi pesci.

### Riproduzione
La maturità sessuale viene raggiunta attorno ai 4 anni d'età.

Nella tarda primavera australe questi pesci migrano verso i territori riproduttivi, corrispondenti alla fascia costiera fra Lake Entrance in Victoria e Bermagui in Nuovo Galles del Sud. L'evento riproduttivo non è probabilmente unico ma continuo, con le femmine che rilasciano le uova a più riprese durante la stagione riproduttiva.

I giovani si riuniscono in piccoli banchi e passano la maggior parte del tempo in aree riparate come baie ed estuarii.
La speranza di vita massima di questi pesci si aggira attorno ai 26 anni.

## Distribuzione e habitat
Come intuibile dal nome comune, il salmone australiano è diffuso nel Pacifico sud-occidentale, occupando le acque del Mar di Tasman e dello stretto di Bass di un'area che si estende grossomodo dalla costa occidentale del Victoria (con esemplari pescati saltuariamente più ad ovest fino a Kangaroo Island) al golfo di Moreton in Queensland, e a sud lungo la costa settentrionale e orientale della Tasmania: questi pesci sono inoltre osservabili a Lord Howe e Norfolk, oltre che in Nuova Zelanda a nord di Kaikoura.
L'habitat di questi pesci è rappresentato dalle acque superficiali (fino a 39m di profondità) con fondale sabbioso o a copertura erbosa o rocciosa: non di rado il salmone australiano si spinge in acque salmastre o in aree a fondale roccioso, anche pochi centimetri d'acqua.
Questi pesci mostrano attitudini migratorie, spostandosi anche per migliaia di chilometri.

## Rapporti con l'uomo
Il salmone australiano ha da sempre rappresentato un'importante fonte di cibo per i Maori: le popolazioni dell'interno erano solite avvicinarsi alle foci dei fiumi durante i mesi estivi, aspettando l'arrivo dei banchi in migrazione per poterne catturare in quantità. Questi pesci venivano tradizionalmente pescati utilizzando degli specifici ami detti pā kahawai (kahawai è il nome di questi pesci in lingua maori), che incorporano pezzi madreperlacei di conchiglia di pāua atti ad attirarne l'attenzione.
I primi coloni europei in Nuova Zelanda non amavano particolarmente le carni di questo pesce (che se non prontamente dissanguato dopo la cattura assumono un sapore metallico che può risultare sgradito), e a tutt'oggi i salmoni australiani vengono perlopiù pescati a livello commerciale come bycatch di altre specie più pregiate come lutianidi, sgombri e carangidi, oppure utilizzati come esca. Nonostante la scarsa considerazione a fini alimentari, il salmone australiano gode di grande considerazione fra i pescatori sportivi per via della sua combattività.

Lo stock selvatico di questi animali non appare particolarmente minacciato dall'overfishing.